# Saison 2019-2020 du Red Star Football Club
 (juin 2018).
Si vous disposez d'ouvrages ou d'articles de référence ou si vous connaissez des sites web de qualité traitant du thème abordé ici, merci de compléter l'article en donnant les références utiles à sa vérifiabilité et en les liant à la section « Notes et références ».
Chronologie
Saison précédente Saison suivante
La saison 2019-2020 du Red Star, club de football français, voit le club évoluer en National 2019-2020.

## Classement
Source :  sur le site de la FFF
| Rang | Équipe                      | Pts  | J  | G  | N  | P  | Bp | Bc | Diff |
| ---- | --------------------------- | ---- | -- | -- | -- | -- | -- | -- | ---- |
| 1    | Pau FC                      | 48   | 25 | 13 | 9  | 3  | 43 | 20 | +23  |
| 2    | USL Dunkerque               | 47   | 25 | 14 | 5  | 6  | 42 | 26 | +16  |
| 3    | US Boulogne CO              | 46   | 25 | 14 | 4  | 7  | 32 | 17 | +15  |
| 4    | Bourg-en-Bresse 01          | 42   | 25 | 11 | 9  | 5  | 38 | 30 | +8   |
| 5    | Red Star FC R               | 42   | 25 | 12 | 6  | 7  | 30 | 22 | +8   |
| 6    | US Avranches                | 42   | 24 | 13 | 3  | 8  | 30 | 26 | +4   |
| 7    | FC Villefranche Beaujolais  | 41   | 25 | 10 | 11 | 5  | 34 | 25 | +9   |
| 8    | Lyon Duchère AS             | 40   | 25 | 11 | 7  | 7  | 37 | 32 | +5   |
| 9    | US Créteil Lusitanos P      | 35   | 25 | 9  | 8  | 8  | 33 | 27 | +6   |
| 10   | Stade lavallois             | 35   | 25 | 9  | 8  | 8  | 26 | 24 | +2   |
| 11   | US Concarneau               | 31   | 25 | 8  | 7  | 10 | 21 | 25 | -4   |
| 12   | SO Cholet                   | 28   | 25 | 7  | 7  | 11 | 32 | 40 | -8   |
| 13   | FC Bastia-Borgo P           | 24   | 23 | 5  | 9  | 9  | 22 | 32 | -10  |
| 14   | US Quevilly-Rouen Métropole | 24   | 24 | 6  | 6  | 12 | 26 | 34 | -8   |
| 15   | Le Puy Foot P               | 23   | 25 | 6  | 5  | 14 | 27 | 40 | -13  |
| 16   | AS Béziers R                | 23   | 25 | 5  | 8  | 12 | 26 | 43 | -17  |
| 17   | GFC Ajaccio R               | 19-1 | 25 | 4  | 8  | 13 | 15 | 35 | -20  |
| 18   | SC Toulon P                 | 13   | 25 | 1  | 10 | 14 | 17 | 34 | -17  |

| Légende : Promotions et relégations | Légende : Promotions et relégations                                |
| ----------------------------------- | ------------------------------------------------------------------ |
|                                     | Promotion en Ligue 2 2020-2021                                     |
|                                     | Relégation en National 2 2020-2021                                 |
|                                     | P : promu de National 2 2018-2019 R : Relégué de Ligue 2 2018-2019 |

1. ↑  À la suite de son forfait contre le Red Star FC à Bauer, le club a, entre autres, perdu sur tapis vert la rencontre sur le score de 3-0 et a reçu un point de pénalité.